# 라이어 게임
《라이어 게임》(LIAR GAME)은 카이타니 시노부의 만화 작품이다.
《주간 영 점프》 2005년 12호부터 2015년 8호까지 부정기 연재되었다. 단행본 (YJ 코믹스)은 전 19권. 2011년 3월까지 누계 500만 부를 돌파했다.

## 줄거리
〈바보〉라 불릴 만큼 솔직하고 정직한 성격을 가진 칸자키 나오가, 〈라이어 게임 사무국 (LGT)〉이라는 조직에서 주최하는, 승리하면 거액의 상금을 얻지만 패배하면 거액의 빚을 지는 〈라이어 게임〉에 휘말리게 되고, 칸자키 나오를 도와주는 천재 사기꾼 아키야마 신이치가, 그녀와 함께 라이어 게임의 정체를 파고드는 내용.

## 등장인물

### 주요 인물
칸자키 나오
주인공.
아키야마 신이치
또 한 명의 주인공.

## 서지 정보

### 본편
일본
- 카이타니 시노부 《LIAR GAME》 슈에이샤 〈영 점프 코믹스〉, 전 19권
  1. 2005년 9월 21일 제1쇄 발행 (9월 16일 발매[슈 1]), ISBN 978-4-08-876855-7
  2. 2006년 1월 24일 제1쇄 발행 (1월 19일 발매[슈 2]), ISBN 978-4-08-877024-6
  3. 2006년 10월 24일 제1쇄 발행 (10월 19일 발매[슈 3]), ISBN 978-4-08-877151-9
  4. 2007년 5월 23일 제1쇄 발행 (5월 18일 발매[슈 4]), ISBN 978-4-08-877273-8
  5. 2007년 9월 24일 제1쇄 발행 (9월 19일 발매[슈 5]), ISBN 978-4-08-877328-5
  6. 2007년 12월 24일 제1쇄 발행 (12월 19일 발매[슈 6]), ISBN 978-4-08-877369-8
  7. 2008년 9월 24일 제1쇄 발행 (9월 19일 발매[슈 7]), ISBN 978-4-08-877509-8
  8. 2009년 1월 24일 제1쇄 발행 (1월 19일 발매[슈 8]), ISBN 978-4-08-877581-4
  9. 2009년 8월 24일 제1쇄 발행 (8월 19일 발매[슈 9]), ISBN 978-4-08-877703-0
  10. 2009년 11월 9일 제1쇄 발행 (11월 4일 발매[슈 10]), ISBN 978-4-08-877769-6
  11. 2010년 2월 24일 제1쇄 발행 (2월 19일 발매[슈 11]), ISBN 978-4-08-877805-1
  12. 2010년 5월 24일 제1쇄 발행 (5월 19일 발매[슈 12]), ISBN 978-4-08-877851-8
  13. 2010년 9월 22일 제1쇄 발행 (9월 17일 발매[슈 13]), ISBN 978-4-08-879026-8
  14. 2012년 2월 29일 제1쇄 발행 (2월 24일 발매[슈 14]), ISBN 978-4-08-879224-8
  15. 2012년 11월 24일 제1쇄 발행 (11월 19일 발매[슈 15]), ISBN 978-4-08-879475-4
  16. 2013년 5월 22일 제1쇄 발행 (5월 17일 발매[슈 16]), ISBN 978-4-08-879547-8
  17. 2014년 9월 24일 제1쇄 발행 (9월 19일 발매[슈 17]), ISBN 978-4-08-890013-1
  18. 2014년 12월 24일 제1쇄 발행 (12월 19일 발매[슈 18]), ISBN 978-4-08-890062-9
  19. 2015년 4월 22일 제1쇄 발행 (4월 17일 발매[슈 19]), ISBN 978-4-08-890144-2

대한민국
- 학산문화사, 전 19권
  1. 2006년 10월 25일 제1쇄 발행
  2. 2006년 11월 25일 제1쇄 발행
  3. 2007년 4월 25일 제1쇄 발행
  4. 2007년 7월 25일 제1쇄 발행
  5. 2007년 12월 15일 제1쇄 발행
  6. 2008년 4월 25일 제1쇄 발행
  7. 2009년 1월 15일 제1쇄 발행
  8. 2009년 3월 25일 제1쇄 발행
  9. 2010년 1월 15일 제1쇄 발행
  10. 2010년 4월 14일 제1쇄 발행
  11. 2010년 7월 15일 제1쇄 발행
  12. 2011년 1월 25일 제1쇄 발행
  13. 2011년 4월 25일 제1쇄 발행
  14. 2012년 7월 25일 제1쇄 발행, ISBN 9788925886442
  15. 2013년 3월 25일 제1쇄 발행, ISBN 9788925898506
  16. 2013년 8월 25일 제1쇄 발행, ISBN 9788968316142
  17. 2014년 11월 25일 제1쇄 발행, ISBN 9791125603818
  18. 2015년 4월 25일 제1쇄 발행, ISBN 9791125606468
  19. 2015년 6월 25일 제1쇄 발행, ISBN 9791125635444

### 그 외
- 〈LIAR GAME roots of A 카이타니 시노부 단편집〉 ISBN 978-4-08-877476-3
- 〈애장판 코믹스 LIAR-GAME/Invitation〉 ISBN 978-4-08-782252-6

### 출전
이하의 출전은 《슈에이샤 BOOK NAVI》 (슈에이샤) 내의 페이지. 서지 정보 발매일의 출전으로 하고 있다.
1. ↑  “LIAR GAME/1｜카이타니 시노부｜영 점프 코믹스｜”. 2013년 10월 24일에 확인함.
2. ↑  “LIAR GAME/2｜카이타니 시노부｜영 점프 코믹스｜”. 2013년 10월 24일에 확인함.
3. ↑  “LIAR GAME/3｜카이타니 시노부｜영 점프 코믹스｜”. 2013년 10월 24일에 확인함.
4. ↑  “LIAR GAME/4｜카이타니 시노부｜영 점프 코믹스｜”. 2013년 10월 24일에 확인함.
5. ↑  “LIAR GAME/5｜카이타니 시노부｜영 점프 코믹스｜”. 2013년 10월 24일에 확인함.
6. ↑  “LIAR GAME/6｜카이타니 시노부｜영 점프 코믹스｜”. 2013년 10월 24일에 확인함.
7. ↑  “LIAR GAME/7｜카이타니 시노부｜영 점프 코믹스｜”. 2013년 10월 24일에 확인함.
8. ↑  “LIAR GAME/8｜카이타니 시노부｜영 점프 코믹스｜”. 2013년 10월 24일에 확인함.
9. ↑  “LIAR GAME/9｜카이타니 시노부｜영 점프 코믹스｜”. 2013년 10월 24일에 확인함.
10. ↑  “LIAR GAME/10｜카이타니 시노부｜영 점프 코믹스｜”. 2013년 10월 24일에 확인함.
11. ↑  “LIAR GAME/11｜카이타니 시노부｜영 점프 코믹스｜”. 2013년 10월 24일에 확인함.
12. ↑  “LIAR GAME/12｜카이타니 시노부｜영 점프 코믹스｜”. 2013년 10월 24일에 확인함.
13. ↑  “LIAR GAME/13｜카이타니 시노부｜영 점프 코믹스｜”. 2013년 10월 24일에 확인함.
14. ↑  “LIAR GAME/14｜카이타니 시노부｜영 점프 코믹스｜”. 2013년 10월 24일에 확인함.
15. ↑  “LIAR GAME/15｜카이타니 시노부｜영 점프 코믹스｜”. 2013년 10월 24일에 확인함.
16. ↑  “LIAR GAME/16｜카이타니 시노부｜영 점프 코믹스｜”. 2013년 10월 24일에 확인함.
17. ↑  “LIAR GAME/17｜카이타니 시노부｜영 점프 코믹스｜”. 2014년 9월 19일에 확인함.
18. ↑  “LIAR GAME/18｜카이타니 시노부｜영 점프 코믹스｜”. 2014년 12월 19일에 확인함.
19. ↑  “LIAR GAME/19｜카이타니 시노부｜영 점프 코믹스｜”. 2015년 4월 29일에 확인함.